# Quintanilla de Urz
Quintanilla de Urz település Spanyolországban,  Zamora tartományban. Quintanilla de Urz Quiruelas de Vidriales községgel határos. Lakosainak száma 97 fő (2024).

## Népesség
A település népessége az utóbbi években az alábbiak szerint változott:
| Lakosok száma | 151  | 146  | 157  | 134  | 123  | 113  | 105  | 101  | 109  | 97   |
|               | 2001 | 2004 | 2007 | 2009 | 2012 | 2014 | 2017 | 2019 | 2022 | 2024 |